# Pseudotolithus
Pseudotolithus es un género de peces de la familia Sciaenidae y de la orden de los Perciformes.

## Especies
Existen seis especies válidas en este género:
- Pseudotolithus elongatus
- Pseudotolithus epipercus
- Pseudotolithus moorii
- Pseudotolithus senegalensis
- Pseudotolithus senegallus
- Pseudotolithus typus